# Hannes Wolf (football, 1981)
Pour les articles homonymes, voir Hannes Wolf et Wolf.
Hannes Wolf, né le 15 avril 1981 à Bochum (Allemagne), est un footballeur allemand reconverti en entraîneur. Il joue au poste d'attaquant de 2000 à 2009.

## Biographie

### Carrière d'entraîneur

#### VFB Stuttgart
Le 21 septembre 2016, il prend en main l'équipe de Stuttgart qui vient de descendre en deuxième division. Il fait immédiatement remonter le club en première division. Au cours de la saison suivante, le 28 janvier 2018, alors que le club souabe stagne au-dessus de la zone de relégation, il est démis de ses fonctions.

#### Hambourg SV
Le 23 octobre 2018, il est désigné comme nouvel entraîneur de Hambourg SV, qui vient de se séparer de Christian Titz. Il a pour mission de ramener le club en Bundesliga.
Apres avoir rendu des couleurs au club, plusieurs contre-performances auront raison de lui. Le club ne remontera pas en Bundesliga et Wolf ne sera pas conservé pour la saison suivante.

#### KRC Genk
Le 20 novembre 2019, Hannes Wolf devient le nouvel entraîneur du KRC Genk (champion en titre de la Jupiler Pro League) en remplacement de Felice Mazzu, à la suite d'une première partie de championnat manquée. Le 15 septembre 2020, alors que le club stagne au-dessus de la zone de relégation, il est démis de ses fonctions.

## Palmarès

### Entraîneur
- Champion d'Allemagne de D2 en 2017 avec le VfB Stuttgart
- Champion d'Allemagne des moins de 19 ans en 2016 avec le Borussia Dortmund
- Champion d'Allemagne des moins de 17 ans en 2014 et 2015 avec le Borussia Dortmund

## Médias
Au cours de la Coupe du monde 2018, il officie en tant qu'expert sur la chaîne ARD.